# 유럽 자유민주동맹당

유럽 자유민주동맹당(영어: Alliance of Liberals and Democrats for Europe Party, 얼라이언스 오브 리버럴스 앤드 데모크랫스 포어 유럽 파티[*])은 자유주의 성향의 범유럽 정당이다. 2012년 11월 10일까지는 유럽 자유민주개혁당(European Liberal Democrat and Reform Party)이라는 이름을 사용했다. 브렉시트 협상을 이끄는 히 버르호프스타트가 이 당의 대표이다.

## 회원 정당

### 정회원
- 오스트리아: NEOS - 신오스트리아와 자유포럼
- 벨기에: 열린 플람스 자유민주당, 혁신운동
- 불가리아: 권리와 자유의 운동
- 크로아티아: 크로아티아 인민당 - 자유민주주의자, 중도, 시민자유동맹, 크로아티아 사회자유당, 포커스, 이스트리아 민주회의
- 키프로스: 민주연맹, 통합민주당
- 체코: ANO 2011
- 덴마크: 덴마크 사회자유당, 좌파당
- 에스토니아: 에스토니아 중도당, 에스토니아 개혁당
- 핀란드: 핀란드 중앙당, 핀란드 스웨덴인당
- 프랑스: 급진당, 민주당-무소속 연합
- 독일: 자유민주당
- 헝가리: 헝가리 자유당, 모멘툼 운동
- 아일랜드: 피어너 팔
- 이탈리아: 아치오네, 유럽 자유민주당, 이탈리아 급진주의자, 더 유럽, 팀 K
- 라트비아: 라트비아의 발전을 위하여, 운동 위하여!
- 리투아니아: 자유당, 자유운동
- 룩셈부르크: 민주당
- 네덜란드: 민주66, 자유민주인민당
- 폴란드: 현대당
- 포르투갈: 자유 이니셔티브
- 루마니아: 루마니아 구국연합
- 슬로바키아: 진보 슬로바키아당
- 스페인: 시민
- 스웨덴: 중앙당, 자유당

### EU 이외
- 안도라: 안도라 자유당, 안도라 민주주의자당
- 아르메니아: 아르메니아 국민회의, 밝은 아르메니아
- 아제르바이잔: 뮈사바트당
- 벨라루스: 자유진보당
- 보스니아 헤르체고비나: 우리의 당
- 조지아: 자유민주주의자, 공화당, 전략 아그마셰네벨리, 조지아를 위한 렐로, 기르치 - 더 자유
- 아이슬란드: 부흥당
- 코소보: 코소보 민주당, 새로운 코소보 연대
- 몰도바: 자유당
- 몬테네그로: 몬테네그로 자유당
- 북마케도니아: 자유민주당
- 노르웨이: 좌파당
- 러시아: 인민자유당, 야블로코
- 세르비아: 자유시민운동
- 스위스: 스위스 자유민주당, 스위스 녹색자유당
- 우크라이나: 시민의 입장, 우크라이나 유럽당, 인민의 종, 인민의 힘, 목소리
- 영국: 자유민주당, 북아일랜드 동맹당, 지브롤터 자유당

## 같이 보기
- 자유주의 인터내셔널